# Мотт, Луис
Луис Мотт (порт. Luiz Mott), полное имя Луис Роберту ди Баррос Мотт (порт. Luiz Roberto de Barros Mott; род. 6 мая 1946, Сан-Паулу, Бразилия) — бразильский антрополог, историк и ЛГБТ-активист.

## Биография
Родился в Сан-Паулу 6 мая 1946 года в семье выходцев из штата Минас-Жерайс, принадлежавшей к среднему классу. Отец, Лео Мотт, был итальянским эмигрантом. Мать, Одетт ди Баррос Мотт, была детской писательницей. Начальное и среднее образование получил в доминиканской семинарии в Жуис-ди-Фора. Окончил факультет социальных наук университета Сан-Паулу. Во время военной диктатуры в Бразилии уехал во Францию, где защитил степень магистра этнологии в Сорбонне. Вернулся в Бразилию и защитил докторскую степень в области антропологии в университете Кампинас в Сан-Паулу.
С конца 1970-х годов живёт в Салвадоре, столице штата Баия. Город присвоил ему звание почётного гражданина. В 2006 году Законодательное собрание штата Баия присвоило Мотту звание гражданина Баии. Является почётным профессором кафедры антропологии Федерального университета Баии и профессором-консультантом на курсах повышения квалификации в области истории того же университета.
Луис Мотт — открытый гомосексуал. Каминг-аут он совершил в 1977 году. Им была основана организация «Группа гомосексуалов Баии», ставшая одним из главных институтов, защищающих права ЛГБТ в Бразилии. Это была первая группа поддержки гомосексуалов в штате Баия, которая финансировалась муниципальным правительством, благодаря действиям её основателя. Мотт занимался профилактикой ВИЧ/СПИДа — им был основан «Анти-СПИД центр Баии». Он организовывал просветительские семинары и встречи, боролся с гомофобией, участвовал в акциях протеста и на маршах достоинства.
Научные труды Мотта, посвящённые исследованиям гомосексуальности у человека, получили международное признание. В своих работах антрополог описал гомосексуальное поведение у коренных народов Бразилии, таких как бороро, гуато, трумаи, тупинамба, вай-вай и ксаванте. Он исследовал проблему насилия со стороны интимного партнера в гомосексуальных парах, а также у транссексуалов и трансгендеров. Широкий общественный резонанс вызвали несколько заявлений учёного. Так, Мотт опубликовал список гомосексуальных бразильцев, внёсших вклад в историю страны, в который включил имя Зумби, вождя освободительного движения африканских рабов в Бразилии. Утверждение Мотта, что Зумби был гомосексуалом, основывалось на том, что вождь был последователем кимбанды — синкретического культа, в котором гомосексуальные отношения признавались наравне с гетеросексуальными. По мнению антрополога, на гомосексуальность вождя указывало также то, что после его убийства, Зумби «отрезали пенис и положили ему в рот».
Мотт удостоен ряда бразильских и международных наград: международной премии имени Фелипы ди Соузы (1995), медали Ордена Рио-Бранку, которую ему вручил президент Фернанду Энрики Кардозу, Ордена за заслуги в области культуры от Министерства культуры Бразилии (2007).

## Сочинения
- «Колониальный Пиауи» (порт. Piauí Colonial, 1985);
- «Лесбиянство в Бразилии» (порт. O lesbianismo no Brasil, 1987);
- «Исследование девиантного поведения. Типология гомосексуалов в городе Салвадор» (порт. Desviados em questão: Tipologia dos homossexuais da cidade de Salvador, 1987);
- «Рабство, гомосексуализм и демонология» (порт. Escravidão, Homossexualidade e Demonologia, 1988);
- «Запретный секс: девственницы, гомосексуалы и рабы в лапах инквизиции» (порт. Sexo Proibido: Virgens, Gays e Escravos nas garras da Inquisição, 1989);
- «Роза Эгипсиака[порт.]: африканская святая Бразилии» (порт. Rosa Egipcíaca: uma santa africana no Brasil, 1993);
- «Эпидемия ненависти: нарушение прав человека в отношении геев, лесбиянок и трансвеститов в Бразилии» (англ. Epidemic of Hate: Violation of Human Rights of Gay Men, Lesbians and Transvestites in Brazil, 1996);
- «Гомофобия: нарушение прав человека в отношении геев, лесбиянок и трансвеститов» (порт. Homofobia: A violação dos direitos humanos dos gays, lésbicas e travestis, 1997);
- «Гомосексуалы Баии. Биографический словарь» (порт. Homossexuais da Bahia: Dicionário Biográfico, 1999);
- «Руководство по сбору, систематизации и политической мобилизации информации для борьбы с гомофобными преступлениями» (порт. Manual de Coleta de informações, sistematização e mobilização política contra crimes homofóbicos, 2000);
- «Нарушения прав человека и убийства гомосексуалов в Бразилии» (порт. Violação dos direitos humanos e assassinatos de homossexuais no Brasil, 2000);
- «Причина смерти — гомофобия» (порт. Causa Mortis: Homofobia. Salvador, 2001);
- «Хроники предполагаемого гея» (порт. Crônicas de um gay assumido, 2003);
- «Колониальный и имперский Серджипи» (порт. Sergipe colonial e imperial, 2008);
- «Баия: инквизиция и общество» (порт. Bahia: Inquisição e sociedade, 2010);
- «Баийская кухня. Из меню прославленного заключенного (1763)» (порт. A comida baiana: Cardápios de um prisioneiro ilustre (1763), 2016) / В соавторстве с Джеферсоном Баселаром.